# ألكسندر داونس
ألكسندر داونس (7 ديسمبر 1909 - 24 أبريل 1997) عالم أميركي للكيمياء الحيوية.اخترع خالط داونس ، الذي سمي باإسمه.